# King's Medal for Courage in the Cause of Freedom

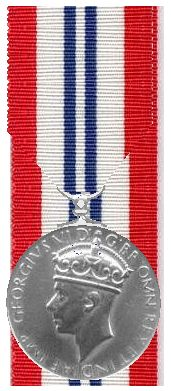
De medaille, opgemaakt in de Britse "hofstijl"

De King's Medal for Courage in the Cause of Freedom (Nederlands: Koningsmedaille voor moed in het belang van de vrijheid) is een door de Britse koning George VI op 23 augustus 1945 ingestelde onderscheiding die in de eerste plaats bedoeld was voor inwoners van de bezette Europese naties die het ontsnapte Britse militairen mogelijk hadden gemaakt om te ontsnappen aan de Duitse politie. De officiële omschrijving was: "Om opmerkzaam te maken op moedige door vreemde burgers betoonde hulp aan het Britse Gemenebest en in de geallieerde zaak". De medaille was dus voor vreemdelingen en niet voor onderdanen van het Britse Gemenebest bestemd. Militairen kwamen evenmin voor deze medaille in aanmerking, die 3200 maal werd toegekend.

## Geschiedenis en uiterlijke kenmerken
Na de Eerste Wereldoorlog was er al een Medaille voor Geallieerde Onderdanen, de "Allied Subjects' Medal" ingesteld voor dezelfde verdiensten, want ook toen werden Britse soldaten achter het Duitse front geholpen en verborgen door burgers van bezette gebieden.
De ronde medaille is van zilver en draagt op de voorzijde het gekroonde portret van de Britse koning. Op de keerzijde staat de tekst "The King's Medal for Courage in the Cause of Freedom". Het lint is wit met twee smalle blauwe strepen in het midden en twee brede rode biezen. De medaille is 36 millimeter in doorsnede.
De medaille werd over de gehele wereld verleend, dus ook aan Nederlanders en Belgen. Behalve deze medaille was er ook de Medaille van de Koning voor Verdienste in het Belang van de Vrijheid (King's Medal for Service in the Cause of Freedom) die voor inzet waarbij minder gevaar werd gelopen werd toegekend.

## Nederlandse gedecoreerden
| - Willem van Alphen, sluiswachter in Sliedrecht - Josef Albertus Antonius (Albert) van Ass - Andreas Wilhelmus Maria Ausems - C. Been, studentenverzet - Alphonse Bergmans, kastelein in Bree - Louis Bergmans - Laurens Beurkens - Cornelis de Boer, schipper in Zwijndrecht - Jacob Bol, boer in Barneveld - Lodewijk Hendrik Nicolaas Bosch van Rosenthal - Pieter Bouman - Wouter Frederik Brave - Mr Cornelis Brouwer RMWO - Cornelis Hendrik van Brink - Dr. J.A.H.J.S. Bruins Slot, verzetsblad Trouw - Evert Bruinekreeft in Kootwijkerbroek - Maarten Cieremans - Hendrik L. van Cleeff - Govert Willem Adriaan de Clerq - Prof. Mr. Rudolph Pabus Cleveringa - Johan Herman Cordes - Christiaan Cornelisse - Hendrik Deinum - Klaas Dekker - R. Dijker, priester in Overbeek - C.G. Driessen - Jan Drion, uitgever van verzetsblad De Geus - Leonardus Adrianus van Druenen - Herman Carel Anton van Eldik Thieme - Heimen van Esveld, boer in Kootwijkerbroek - Jan Evers, boer in Ederveen - Hendrik Evers, onderwijzer in Roggel - Jan Faber (1917-2001) - Lykele Faber (1919-2009) - Ir. Dirck Flemming, studentenverzet - Jacob van der Gaag - Hendrikus Geerdink - Hartog de Gelder, acrobaat - Gustav Friedrich Hermann Giesberger - Rijk van Ginkel - Wubbo Graafhuis - Reijer Abraham Grisnigt | - Benjamin de Groot, uit het studentenverzet - W.E. Hasenack - Lodewijk F. van Hasselt - Ir. Jan Jacobus de Heer - Aart van de Heg, boer in Barneveld - Eugène van der Heijden, hielp 22 geallieerde vliegers ontkomen - Emile Heijkants, stateloos maar in Nederland geboren, boer in het Belgische Poppel - Gerardus Heijthuijzen - Pieter Laurens Hendrikx - Frans van Herten - Cornelis Christiaan Hilbrink - Cornelis Hoekstra - Johan Isak Hollebrands - Willem Johan van Hoorn Alkema - Johannes Jager - Harry Joosten - Joseph Kentgens - Maurits Kiek - Jan Marinus Kielstra - Aart Johannes Kliest - Klaas Koers - Albert Jan Koeslag sr. (1885-1962) - Albert Jan Koeslag jr. (1922-1996) - Hendrikus Arnoldus Cornelis Kok - Pieter de Koning - Gerard Kouwenhoven - Frans Jacob Kroeze - Willem Kuyt - Adriaan Stephanus Kuijsten - Charles Bernard Labouchère - Cornelius van Laanen - Paulus Landman - Hendricus Leemreize (Pietje Stofmeel), verzetsstrijder te Lichtenvoorde - Hendrik Letteboer, Engelandvaarder - Ir. A.E. Lindo - Adriaan Maljers - Piet Mostert - Ir. A.S. van Mourik - Cornelis Mulder | - Dr. Antonius P. Nelemans - Lambertus Neher - Dieuwke Nijhoff van der Meer - Piet van Osch - Gelius Leberthus Ottens, politieagent - Carel Frederik Overhoff - Jan Peelen RMWO - Paul Polak, geheimagent - Hendrik Mattheus van Randwijk - Gerrit Heinrich Reisiger, geheimagent - Franciskus M. van Riel - Prof. dr. ir. Hendrik van Riessen - Adam Andreas Marie van Rijsewijk, geheimagent - Cornelus Johannes Rübsam - Liepke Scheepstra RMWO, Leider Nationale Knokploegen - Anton Simon Marie van Schendel - Willem Schoemaker - Gerrit van Schuppen - Jhr Pieter Jacob Six RMWO - Ds. Frederik Slomp - Gerardus Hendrik Slotemaker de Bruïne - Max Smid - Jan Willem Stam (1918-2004), burgemeester van Dinxperlo en Nijkerk - Gerben Sonderman, piloot - Martinus Adolph Cornelis Sutherland - Pieter Tazelaar RMWO - Hendrik J. Verhaaff - Wijnand 'Tony' Visser - Pieter de Vos (Bram) - Bouke Vree - Willem Lambertus Hermannus de Vries - Jacques Vrij - Ds. Jan van de Wall - Harm Roelf Weelinck - Ger van der Weerd - Heymen F. Westerveld - Josephus Wiersma - Lucas van Wijngaarden - G.A. de Wit - Jacob D. Woltman |

Dames
- Hillegonda Bergsma
- Catharina Brouwer-Koopmans
- Elise Françoise Gabriëlle Henriëtte Chabot, zij verstopte Amerikaanse piloten
- Jos Gemmeke RMWO, verzetsvrouw
- Jenje de Groot-Ter Bruggen, nam ontsnapte vliegeniers in huis
- Marijke van Hees-Stuyt (1920-2007)
- Catharina Hoekstra-Koopmans
- M.E. Hooijer-Dubois
- Tineke Kroner
- Jeanne Erdbrink-Krooshof, voordrachtskunstenares, te Deventer op 30 juni 1947
- Tiny Mulder
- Rachel Roos
- Hermance Wilhelmina Alexandra de Vries-van den Wall Bake

## Belgische gedecoreerden
| - Alphonse Bergmans, caféhouder in Bree - Alice Rels - Truyens Rene , warrant officer Belgium Army - Simonne Danneels |

## Het diploma
Veel van de gedecoreerde verzetsstrijders ontvingen al eerder een diploma. In deze door de Britse bevelhebbers in de oorlogtheaters, veldmaarschalk Montgomery in Noord-West-Europa, veldmaarschalk Alexander in het Middellandse Zeegebied en admiraal Lord Mountbatten in het Verre Oosten getekende diploma's betuigden de bevelhebbers hun dank voor het in veiligheid brengen van "sailors, soldiers and airmen" uit het Gemenebest.
Het zogeheten Escape Evasion Certificate was een opgerold stuk papier met het wapen van de Koning van het Verenigd Koninkrijk. Hoofd van het Gemenebest, en de tekst "This certificate is awarded to ........ as a token of gratitude for and appriciation of the help given to the sailors, soldiers and airmen of the British Commonwealth of Nations, which enabled them to escape from, or evade escape by the enemy. 1939-1945"
De band tussen het Verenigd Koninkrijk en de landen van het toen nog "Britse" Gemenebest, Canada, Australië. Nieuw-Zeeland en de Dominion India waren tijdens de Tweede Wereldoorlog nog erg hecht.